# Nigel Mansell's World Championship Racing
Nigel Mansell's World Championship Racing, även känt som Nigel Mansell's World Championship Challenge är ett Formel 1- arkadspel utvecklat av Gremlin Graphics och senare porterat till diverse spelmaskiner. Spelet blev framgångsrikt i Amiga och DOS, och överfördes till andra hemmaskiner och behöll då titeln, medan det i Japan kallades Nigel Mansell's F-1 Challenge (ナイジェル・マンセル Ｆ１チャレンジ Naijeru Manseru F-1 Charenji?).
Spelet utspelar sig under 1992 års säsong.

## 12 förare och 16 banor
Förare
- Nigel Mansell (Williams-Renault) (spelets namngivare)
- Ayrton Senna (McLaren-Honda) (ersatt av  Gerhard Berger i nordamerikanska versionen)
- Michael Schumacher (Benetton)
- Mika Häkkinen (Lotus)
- Jean Alesi (Ferrari)
- Andrea de Cesaris (Tyrrell)
- Aguri Suzuki (Footwork)
- Érik Comas (Ligier)
- Karl Wendlinger (March)
- Pierluigi Martini (Dallara)
- Ukyo Katayama (Venturi Larrousse)
- Stefano Modena (Jordan)

Banor
- Kyalami
- Hermanos Rodríguez
- Interlagos
- Catalunya
- Imola
- Monaco
- Circuit Gilles Villeneuve
- Magny-Cours
- Silverstone
- Hockenheimring
- Hungaroring
- Spa-Francorchamps
- Monza
- Estoril
- Suzuka
- Adelaide

### Fotnoter
1. ↑  ”Release Information for Amiga 32”. Arkiverad från originalet den 25 september 2015. https://web.archive.org/web/20150925152319/http://www.gamefaqs.com/cd32/952224-nigel-mansells-world-championship-racing/data.
2. ↑  ”Release Information for Genesis”. Arkiverad från originalet den 21 juni 2012. https://web.archive.org/web/20120621080915/http://www.gamefaqs.com/genesis/941984-nigel-mansells-world-championship-racing/data.
3. ↑  ”Release Information for Atari ST”. Arkiverad från originalet den 28 september 2015. https://web.archive.org/web/20150928212738/http://www.gamefaqs.com/ast/951266-nigel-mansells-world-championship-racing/data.
4. ↑  ”Release Information for Amiga”. Arkiverad från originalet den 2 oktober 2015. https://web.archive.org/web/20151002023330/http://www.gamefaqs.com/amiga/933658-nigel-mansells-world-championship-racing/data.
5. ↑  ”Release Information for Game Boy”. Arkiverad från originalet den 5 juni 2012. https://web.archive.org/web/20120605140643/http://www.gamefaqs.com/gameboy/585832-nigel-mansells-world-championship-racing/data.
6. ↑  ”Release Information for NES”. Arkiverad från originalet den 11 januari 2012. https://web.archive.org/web/20120111194138/http://www.gamefaqs.com/nes/587484-nigel-mansells-world-championship-racing/data.
7. ↑  ”Release Information for PC”. Arkiverad från originalet den 7 september 2013. https://web.archive.org/web/20130907035214/http://www.gamefaqs.com/pc/960194-nigel-mansells-world-championship-racing/data.
8. ↑  ”Release Information for SNES”. Arkiverad från originalet den 15 juni 2012. https://web.archive.org/web/20120615054254/http://www.gamefaqs.com/snes/588531-nigel-mansells-world-championship-racing/data.